# Якобень (Клуж)
Якобень, Якобені (рум. Iacobeni) — село у повіті Клуж в Румунії. Входить до складу комуни Чану-Маре.
Село розташоване на відстані 295 км на північний захід від Бухареста, 34 км на схід від Клуж-Напоки.

## Населення
За даними перепису населення 2002 року у селі проживали 730 осіб.
Національний склад населення села:
| Національність | Кількість осіб | Відсоток |
| -------------- | -------------- | -------- |
| румуни         | 690            | 94,5%    |
| цигани         | 40             | 5,5%     |

Рідною мовою назвали:
| Мова      | Кількість осіб | Відсоток |
| --------- | -------------- | -------- |
| румунська | 724            | 99,2%    |
| циганська | 6              | 0,8%     |